# Villa Napoli

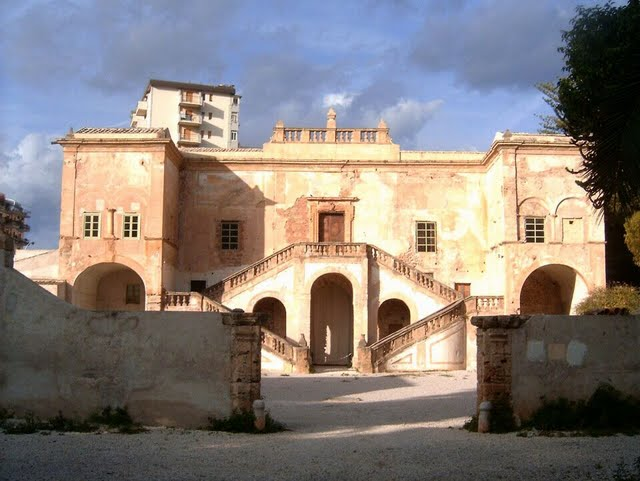
Frontansicht der Villa Napoli

Villa Napoli ist ein Gebäude mit einem Park in Palermo. Ihren Namen hat die Villa von ihren letzten Besitzern, der Familie Napoli, welche die Villa 1758 erworben hatte.

## Die Villa

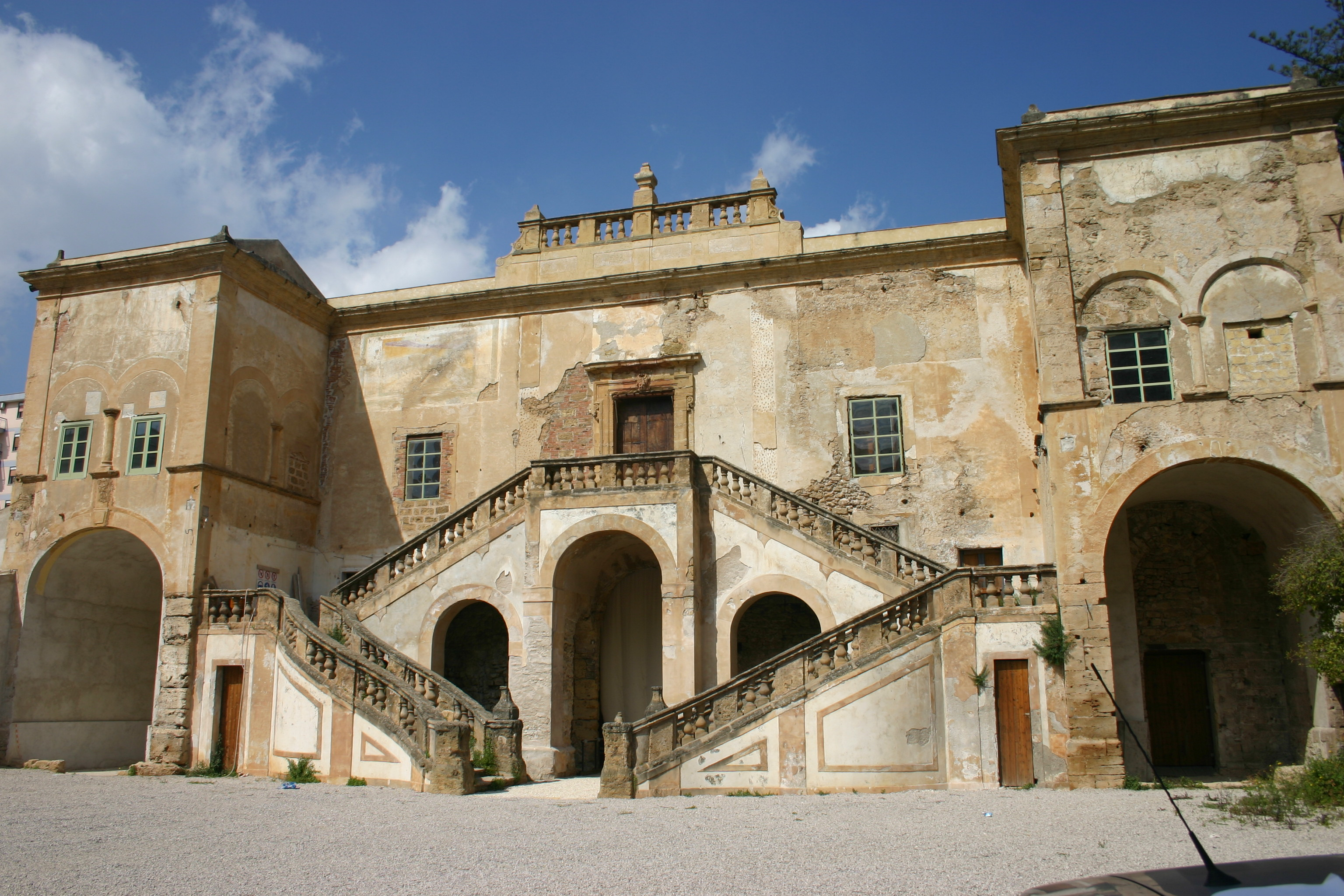
Südost-Ansicht

Die Villa wurde von der Familie Ventimiglia im 16. Jahrhundert unter Verwendung von Überresten der Torre Alfaina, des ehemaligen Königsschlosses Cuba Soprana im Stil der Renaissance erbaut. Im Laufe der Jahrhunderte wurde die Villa mehrmals umgebaut.
Im 17. Jahrhundert oder in der ersten Hälfte des 18. Jahrhunderts wurde vor der Südfassade eine monumentale Freitreppe mit einer barocken Balustrade aus Stein errichtet. In der zweiten Hälfte des 18. Jahrhunderts ließ Carlo Di Napoli den Salon des Obergeschosses und die Kapelle, die der heiligen Rosalia geweiht war, durch den Maler Vito D’Anna mit Fresken ausmalen.
Bei Renovierungsarbeiten wurde 1920 an der Ostfassade der Villa normannisches Mauerwerk mit zugemauerten Spitzbögen entdeckt, das von Nino Basile als Überrest der Cuba Soprana identifiziert wurde.
1991 erwarb die Region Sizilien die Villa und begann mit umfangreichen Restaurierungsarbeiten. Neben der Restaurierung der Fassade und der Innenräume wurde dabei auch das 1920 entdeckte normannische Mauerwerk wieder freigelegt.

## Der Park
Der zu der Villa gehörende Park war ursprünglich ein Ziergarten. Im 19. Jahrhundert wurde er in einen Landschaftspark umgewandelt.
Heute ist von dem ursprünglichen Park nur noch ein etwa 200 Meter langer und an seiner breitesten Stelle 100 Meter breiter Streifen übrig. Neben wenigen hohen Bäumen stehen dort vor allem Zitruspflanzen.
An dem von der Villa entfernten Ende des Parks steht die Cubula, der letzte noch erhaltene Pavillon aus dem ehemaligen königlichen Park.